# Anne Mireille Nzouankeu
Anne Mireille Nzouankeu est une journaliste vivant et travaillant au Cameroun. En 2011, elle est lauréate du prix journalistique Lorenzo Natali.

## Biographie
Anne Mireille Nzouankeu nait au Cameroun.
Elle commence sa carrière en collaborant avec des médias et  distributeurs d'informations en ligne et écrit pour diverses revues en ligne. Elle travaille comme correspondante et journaliste indépendante pour de nombreux médias camerounais parmi lesquels le quotidien camerounais Le Jour et plusieurs organes de presse internationaux parmi lesquels  le quotidien britannique The Guardian, The Associated Press, Reuters, Africanews, the  German Press Agency (DPA), Radio Netherlands Wordlwide, The Guardian-Observer (UK), eNCA, Inter Press News Service Agency (iPS), Agribusiness TV, Farm radio, AFPTV, TV5 Monde, Think Africa Press. En 2011, elle est responsable d’équipe au sein du Quotidien Le Jour.
L'un de ses reportages Cameroun : la double vie des homosexuels, décrivant les conséquences désastreuses des manœuvres juridiques de son pays pour criminaliser les homosexuels, déclenche un débat important et suscite des réactions hostiles. Saluant son courage pour attirer l'attention sur ce sujet tabou, la Commission européenne a décerné à Nzouankeu le Prix des Médias Lorenzo Natali dans la Division Afrique le 8 décembre 2011, à Bruxelles, en Belgique. Elle reçoit une récompense de 5000 euros.
Elle est l'une des 17 journalistes du monde entier à recevoir ce prix pour leur travail journalistique exceptionnel sur les thèmes du développement, des droits de l'homme et de la démocratie. Le prix Lorenzo Natali a été lancé en 1992 pour « reconnaître et célébrer l'excellence en matière de reportage sur les questions de développement durable ».
Anne Mireille Nzouankeu est la directrice de publication de la Web Tv Hope in Africa aussi appelé Hopa TV, un média bilingue en ligne  consacré à la lutte contre l’immigration clandestine des Africains lancé en août 2017. La chaine de télévision en ligne s'est donné pour objectif de sensibiliser et convaincre les jeunes africains qu'il est possible de réussir sans devoir quitter le continent.
Nzouankeu vit à Yaoundé, la capitale du Cameroun.